# Dippin'
Dippin' è un album di Hank Mobley, pubblicato dalla Blue Note Records nell'agosto del 1966.Il disco fu registrato il 18 giugno 1965 al Rudy Van Gelder Studio di Englewood Cliffs, New Jersey (Stati Uniti).

## Tracce
Lato A
1. The Dip – 7:53 (Hank Mobley)
2. Recado Bossa Nova – 8:07 (Luiz Antonio, Djalma Ferreira)
3. The Break Through – 5:45 (Hank Mobley)

Lato B
1. The Vamp – 8:18 (Hank Mobley)
2. I See Your Face Before Me – 5:25 (Arthur Schwartz, Howard Dietz)
3. Ballin' – 6:50 (Hank Mobley)

## Musicisti
- Hank Mobley - sassofono tenore
- Lee Morgan - tromba
- Harold Mabern Jr. - pianoforte
- Larry Ridley - contrabbasso
- Billy Higgins - batteria